# Денієл Генні
Денієл Філліп Генні (англ. Daniel Phillip Henney; нар. 28 листопада 1979, Карсон-Сіті) — південнокорейський та американський актор.

## Біографія
Денієл Хенні народився 28 листопада 1979 року в місті Карсон-Сіті в штаті Мічиган, США. Його батько — американець ірландського походження, мати — етнічна кореянка, осиротіла під час Корейської війни та усиновлена американською парою в межах програми усиновлення корейських сиріт західними країнами. Свою кар'єру в якості моделі він розпочав у 2001 році, спочатку у Сполучених Штатах, а потім і в азійських країнах. У 2005 році попри те що Денієл зовсім не розмовляв корейською, він дебютував на корейському телебаченні зігравши одну з головних ролей у серіалі «Моя кохана Сем Сун». Серіал став найпопулярнішим серіалом 2005 року в Кореї, середній рейтинг якого в національному ефірі перевищив 37 %. Ця роль значно підвищила впізнаваність молодого актора в Кореї. Вивчив корейську мову, у наступному році він зіграв свою першу роль у кіно. Проривною в його акторській кар'єрі в Кореї стала одна з головних ролей у фільмі «Мій батько», за роль в якому він отримав численні нагороди Кращий новий актор на корейських кінофестивалях.
У 2009 році Хенні зіграв свою першу роль у Голлівуді, у фантастичному фільмі «Люди-Х: Росомаха». У наступному році актор повернувся в Корею де зіграв одну з головних ролей в екшн-серіалі «Втеча: План Б». У наступні роки, Хенні зіграв декілька епізодичних ролей в американських серіалах. Починаючи з 2015 року він грає роль агента Мета Сімонса в серіалі «Криміналісти: мислити як злочинець» та спінофі «Мислити як злочинець: Поза межами». У 2014 році актор озвучував персонаж Тадаши Хамада в американському анімаційному фільмі «Супер шістка», а з 2017 року персонажа однойменного анімаційного телесеріалу.

## Фільмографія

### Телевізійні серіали
| Рік          | Назва                                | Роль                                                                           | Мережа |
| ------------ | ------------------------------------ | ------------------------------------------------------------------------------ | ------ |
| 2005         | «Моя кохана Сем Сун»                 | Генрі Кім                                                                      | MBC    |
| 2005         | «Привіт Франческа»                   | перше кохання Елізабет (гість, серії 47 та 48)                                 | MBC    |
| 2006         | «Весняний вальс»                     | Філіп Розенталь                                                                | KBS2   |
| 2009         | «Три ріки»                           | доктор Девід Лі                                                                | CBS    |
| 2010         | «Втеча: План Б»                      | Кай                                                                            | KBS2   |
| 2012-2013    | «Гаваї 5.0»                          | Майкл Ношимурі (гість, 3 сезон)                                                | CBS    |
| 2014         | «Революція»                          | Пітер Гарнер (гість)                                                           | NBC    |
| 2014         | «Морська поліція: Лос-Анджелес»      | агент NCIS Пол Анджело (5 сезон, 117 серія)                                    | CBS    |
| 2015–дотепер | «Криміналісти: мислити як злочинець» | Метт Сімонс (гість, 10 та 12 сезон) (почінаючі з 13 сезону постійний персонаж) | CBS    |
| 2016–2017    | «Мислити як злочинець: Поза межами»  | Метт Сімонс                                                                    | CBS    |
| 2016         | «Дорогі мої друзі»                   | Марк Смітт (камео)                                                             | tvN    |
| 2017–дотепер | «Супер шістка: Серіал»               | Тадаші Хамада                                                                  | Disney |

### Фільми
| Рік  | Назва                                                        | Роль                      |
| ---- | ------------------------------------------------------------ | ------------------------- |
| 2006 | «Спокушання містера Перфект» (Південнокорейський фільм)      | Робін Хейден              |
| 2007 | «Мій батько» (Південнокорейський фільм)                      | Джеймс Паркер             |
| 2009 | «Люди-Х: Росомаха» (Американський фільм)                     | агент Зеро                |
| 2012 | «Папа» (Південнокорейський фільм)                            | музичний продюсер (камео) |
| 2012 | «Шанхайський дзвінок» (Американсько-Китайський фільм)        | Сем Чао                   |
| 2013 | «Повернення героя» (Американський фільм)                     | агент Філ Хейз            |
| 2013 | «Сюрприз однієї ночі» (Китайський фільм)                     | Білл                      |
| 2013 | «Шпигун: Операція під прикриттям» (Південнокорейський фільм) | Раян                      |
| 2014 | «Супер шістка» (Американський анімаційний фільм)             | Тадаші Хамада (голос)     |